# Jack Linkletter Presents a Folk Festival
Jack Linkletter Presents a Folk Festival is een verzamelalbum dat in 1963 door Link Records werd uitgebracht en door GNP Crescendo werd gedistribueerd. Op het album staan liveopnamen van folkgroepen, waaronder Les Baxter's Balladeers (bestaande uit David Crosby, Ethan Crosby, Bob Ingram en Mike Clough) en Yachtsmen (Carl Berg, Bill Reed, Kevin Shipman en Mickey Elley). Het zijn de eerste opnamen van David Crosby, die later beroemd zou worden als bandlid van The Byrds en Crosby, Stills & Nash. De muziek werd opgenomen tijdens de door Jack Linkletter gepresenteerde televisieshow Hootenanny, in de folkclub Ice House in Pasadena (Californië). Alex Hassilev verzorgde de muzikale productie.

## Liedjes
| Nr. | Titel                           | Schrijver(s)                        | Uitvoerende artiest of groep                     | Duur |
| --- | ------------------------------- | ----------------------------------- | ------------------------------------------------ | ---- |
| 1.  | Drivin' Wheel                   | Mickey Elley, Carl Berg en Campbell | Yachtsmen                                        |      |
| 2.  | Land of Odin                    | Kevin Shipman                       | Yachtsmen                                        |      |
| 3.  | Alabama Bound                   | Huddie Ledbetter                    | Jim & Jean                                       |      |
| 4.  | I Wish I Was a Single Gal Again | traditional                         | Chloe Marsh                                      |      |
| 5.  | Billy (Won't Play the Banjo)    | Larry Sparks                        | Yachtsmen                                        |      |
| 6.  | Futza Mutza Clutz               | Mickey Elley                        | Yachtsmen                                        |      |
| 7.  | Ride Up                         | Les Baxter                          | Balladeers                                       |      |
| 8.  | Midnight Special                | Les Baxter                          | Balladeers                                       |      |
| 9.  | What's That I Hear?             | Phil Ochs                           | Jim & Jean                                       |      |
| 10. | Three Blind Mice                | Jim Glover                          | Jim & Jean                                       |      |
| 11. | Buffalo Boy                     | traditional                         | Jack Linkletter & Jean                           |      |
| 12. | Baiion                          | traditional                         | Balladeers                                       |      |
| 13. | Linin' Track                    | traditional                         | Balladeers                                       |      |
| 14. | Banks of the Ohio               | traditional                         | Balladeers, Yachtsmen, Jim & Jean en Chloe Marsh |      |